# Dylan Chiazor
Dylan Chiazor (Amsterdam, 3 januari 1998) is een Nederlands voetballer die als aanvaller speelt.

## Carrière
Dylan Chiazor speelde in de jeugd van VV Hooglanderveen, AFC Ajax, PEC Zwolle, V.V. IJsselmeervogels, Almere City FC en weer IJsselmeervogels. Op 14 januari 2017 debuteerde Chiazor voor IJsselmeervogels in de met 2-0 gewonnen thuiswedstrijd tegen ASWH, zijn enige wedstrijd van het seizoen 2016/17. IJsselmeervogels werd kampioen van de Derde divisie Zaterdag en promoveerde zodoende naar de Tweede divisie. Na twee seizoenen in de Tweede divisie, tekende Chiazor in 2019 na een proefperiode een amateurcontract voor een jaar bij BV De Graafschap. Hij debuteerde voor De Graafschap op 29 oktober 2019, in de met 2-0 verloren bekerwedstrijd tegen SBV Vitesse. Hij kwam in de 72e minuut in het veld voor Daryl van Mieghem. Dit was de enige wedstrijd die hij voor De Graafschap speelde, en na een seizoen keerde hij in juli 2020 weer terug naar IJsselmeervogels. Een maand later koos hij echter voor Leiknir Reykjavík op IJsland dat in de 1. deild karla speelt.

### Statistieken
| Seizoen                    | Club                  | Land           | Competitie         | Competitie | Competitie | Beker | Beker | Totaal | Totaal |
| Seizoen                    | Club                  | Land           | Competitie         | Wed.       | Dlp.       | Wed.  | Dlp.  | Wed.   | Dlp.   |
| -------------------------- | --------------------- | -------------- | ------------------ | ---------- | ---------- | ----- | ----- | ------ | ------ |
| 2016/17                    | V.V. IJsselmeervogels | Nederland      | Derde divisie Zat. | 1          | 0          | 0     | 0     | 1      | 0      |
| 2017/18                    | V.V. IJsselmeervogels | Nederland      | Tweede divisie     | 19         | 3          | 0     | 0     | 19     | 3      |
| 2018/19                    | V.V. IJsselmeervogels | Nederland      | Tweede divisie     | 20         | 0          | 1     | 0     | 21     | 0      |
| 2019/20                    | BV De Graafschap      | Nederland      | Eerste divisie     | 0          | 0          | 1     | 0     | 1      | 0      |
| Carrièretotaal             | Carrièretotaal        | Carrièretotaal | Carrièretotaal     | 40         | 3          | 2     | 0     | 42     | 3      |
| Bijgewerkt op 28 juni 2020 |                       |                |                    |            |            |       |       |        |        |